# Juan José Vallejo González

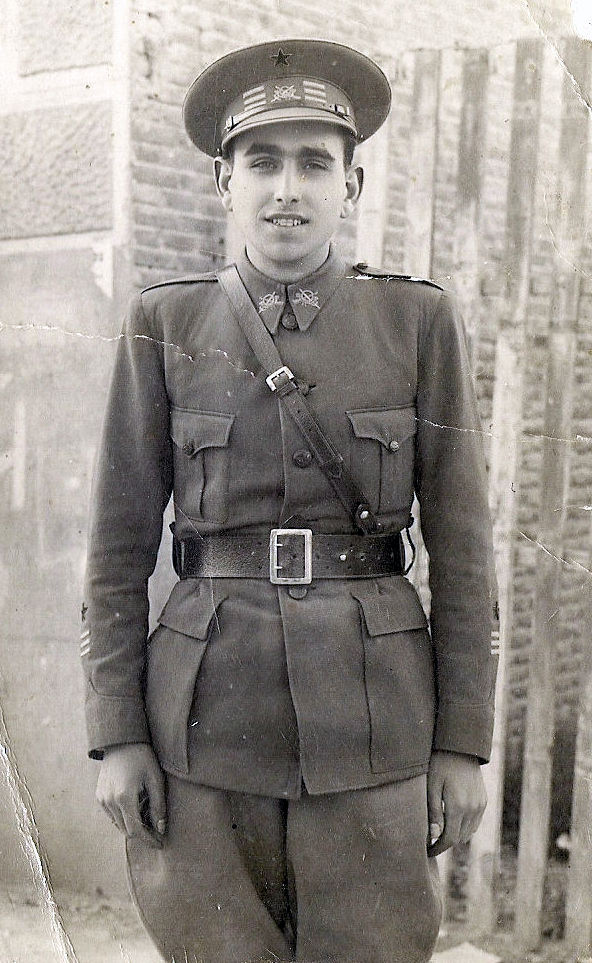
Juan José Vallejo González

Juan José Vallejo González   (Toledo, 1912 - Barcelona, 1978) va ser un activista i líder polític espanyol, membre fundador de les Joventuts Socialistes Unificades, promotor de l'esport i dirigent de la Federació Cultural Deportiva Obrera. Va participar en l'organització de l'Olimpíada Popular de Barcelona del 1936, frustrada per l'inici de la Guerra Civil espanyola. Va ostentar la presidència del Madrid Club de Futbol des del 4 agost 1936 fins al 1937. Com a president de la Delegació d'Atletes i del Comitè Folklòric, juntament amb el Comitè Català pro Esport Popular, van concórrer a la III Olimpíada Obrera d'Anvers. Va ser un dels fundadors del Cinquè Regiment i va arribar a ser comandant de l'Exèrcit Popular de la República. Va patir la repressió franquista.

## Biografia
Nascut a Toledo en el si d'una família il·lustrada, el seu besavi, José Mariano Vallejo y Ortega, va ser diputat a les Corts de Cadis, el seu avi, Cecilio Vallejo, va rebre el títol de cavaller de l'orde d'Isabel la Catòlica pels seus mèrits com a pedagog, i el professor i polític Julián Basteiro Fernández va ser el seu padrí. Cap a 1918-19 la família es va traslladar a Madrid on va continuar els estudis, tot i que ben aviat va voler contribuir a l'economia familiar i va treballar de dependent a la sabateria Casa Ibáñez del carrer d'Alcalà.
Amb l'adveniment de la Segona República Espanyola es va accentuar la seva consciència política i el 1932, amb Fernando Claudín Pontes, Manuel Tuñón de Lara i altres, va participar en la fundació i l'organització de les Joventuts Socialistes Unificades (JSU) del PCE. El març de 1936, després de la victòria electoral del Front Popular, es van fusionar les JSU i la Federació de Joventuts Socialistes, en un gran míting celebrat a la plaça de braus de Las Ventas, amb la intervenció de Francisco Largo Caballero.
Com a membre de la Federació Cultural Esportiva Obrera, Vallejo va tenir el primer contacte amb el Comitè Català Pro Esport Popular de Barcelona arran de la celebració de la Copa Thälmann, que va tenir lloc de l'11 al 13 d'abril de 1936, d'on va sorgir la idea d'organitzar, aquell mateix estiu, uns jocs esportius populars com a manifestació ludicopolítica oposada als Jocs Olímpics d'estiu de 1936 de l'Alemanya nazi.
A l'inici del cop d'estat del 18 de juliol del 1936, les JSU van organitzar la defensa de Madrid amb les seves pròpies unitats militars, aplegant més de 2.000 voluntaris, anomenats Batallón Joven Guardia. Més endavant, van ser integrats a la 43 Brigada Mixta i després al Cinquè Regiment d'Acer. Enquadrat en aquesta unitat, Vallejo va participar en les batalles de Guadarrama i en la defensa de la Ciutat Universitària de Madrid.
En els dies posteriors al sollevament feixista, es va intervenir la Federació Espanyola de Futbol. Vallejo en va ser nomenat vicepresident i el 4 d'agost, al ser requisat el Madrid Club de Futbol, va accedir-ne a la presidència. La Federació Cultural i Esportiva Obrera, òrgan sectorial del Front Popular, es va fer càrrec del funcionament del club i, sota el seu comandament, l'estadi de Chamartín es va convertir en centre i base d'entrenament del Batalló Esportiu. El successor de Vallejo va ser, fins a l'acabament de la guerra, el coronel Antonio Ortega Gutiérrez, el qual després del cop de Casado, va ser detingut, empresonat, torturat i executat.
El 1939, Juan José Vallejo, essent membre de l'estat major de l'exèrcit republicà amb el grau de comandant, va ser detingut a Extremadura i deportat al camp de concentració de Rota (Cadis). Sotmès a un consell de guerra pel Tribunal Militar Territorial Segón, acusat en el procediment sumaríssim n. 3290/41 de rebelión militar, va ser reclòs a la presó de Sevilla, d'on va fugir el maig 1940. Va romandre ocult a Madrid fins que es va poder traslladar clandestinament a Barcelona.
El 1945 es va casar amb Lola Calderón Ramón, van tenir quatre filles i un fill. Als tres últims els van fer estudiar a l'Escola Italiana de Barcelona per a estalviar-los  l'adoctrinament de l'educació franquista. La família va viure al barri del Poblenou.
Durant la dècada del 1970, arran de la detenció, tortures i empresonament del seu fill, Josep Carles Vallejo Calderón, treballador de la SEAT i líder sindical, Vallejo pare va ser coordinador de solidaritat dels familiars dels presos polítics. En els darrers anys de la seva vida es va moure en l'àmbit de la militància al PSUC i la tasca al capdavant de la Cooperativa popular de consum Pau i Justícia, amb seu al carrer Pere IV que, entre altres iniciatives, va promoure el monument al doctor Trueta a la rambla del Poblenou. Juan José Vallejo va morir el gener 1978. Les seves restes reposen a Sant Boi de Llobregat.